# Gloeomyces graminicola
Gloeomyces graminicola är en svampart som beskrevs av Sheng H. Wu 1996. Gloeomyces graminicola ingår i släktet Gloeomyces och familjen Stereaceae.   Inga underarter finns listade i Catalogue of Life.